# Leukociturija
Leukociturija je pojava leukocita u urinu, odnosno sedimentu urina. 
Kada sediment urina promatramo na mikroskopu, leukocite vidimo kao okrugle stanice s velikom središnje položenom jezgrom i sjajnim zrncima u citoplazmi. Smatra se da u urinu zdrave osobe može biti do 4 leukocita po vidnom polju (ako promatramo na povećanju od x100), što približno odgovara brojčanoj koncentraciji od 4 leukocita po mikrolitri urina. 
Leukociti u urin mogu dospjeti iz bilo kojiega dijela urogenitalnog trakta. Više od 4 leukocita po vidnom polju smatramo leukociturijom, odnosno patološkom nalazom. Najbrojniji leukociti u urinu su neutrofili, a mogu se i naći i eozinofilni granulociti. Kronične su upale s najvećim brojem limfocita. Kemijskom analizom sedimenta ne možemo točno utvrditi vrstu leukocita, zato koristimo mikroskopske metode pregleda sedimenta. 
Leukociturija se javlja poslije težeg fizičkog napora i kod povišene tjelesne temperature. Susrećemo je još i kod upale bubrega i mokraćnih puteva. 

## Dokazivanje leukociturje
Leukociturija se može dokazati na dva načina. Prvi način je mikroskopski pregled sedimenta urina, a drugi je kemijska pretraga. Najtočnije reultate dobijemo ako kombiniramo ove dvije metode analziranja. 
Kada kemijski analiziramo sediment urina, koristimo semikvantitativno dokazivanje pomoću test trake. Test traka je impregnirana indolesterom i dijazonijevom soli koje reagiraju s leukocitima i daju obojeni spoj.